# Sorella notte
Sorella notte è un brano di Piero Pelù, l'unico singolo estratto dall'album MTV Storytellers, pubblicato l'8 giugno 2007 in versione live. La versione studio del brano era già contenuta nel precedente album In faccia.
Il videoclip non è altro che un estratto del concerto al Conservatorio di Milano del 18 aprile 2007.

## Tracce
1. Sorella notte